# Ahorntal
Ahorntal – gmina w Niemczech, w kraju związkowym Bawaria, w rejencji Górna Frankonia, w regionie Oberfranken-Ost, w powiecie Bayreuth. Leży w Szwajcarii Frankońskiej, przy autostradzie A9. 1 marca 2020 przyłączono do gminy 177,60 ha, pochodzące ze zlikwidowanego obszaru wolnego administracyjnie Langweiler Wald.
Gmina położona jest 15 km na południowy zachód od Bayreuth, 35 km na południowy wschód od Bambergu i 48 km na północny wschód od Norymbergi.
Ahorntal to tylko nazwa gminy, a nie miejscowości, siedziba gminy znajduje się w dzielnicy Kirchahorn.

## Dzielnice
W skład gminy wchodzą dzielnice:
| - Adlitz - Brünnberg - Christanz - Dentlein - Eichig - Freiahorn - Hintergereuth - Hundshof - Hütten - Kirchahorn - Klausstein - Körzendorf - Langweil | - Neumühle - Oberailsfeld - Pfaffenberg - Poppendorf - Rabenstein - Reizendorf - Schweinsmühle - Volsbach - Vordergereuth - Weiher - Windmühle - Wünschendorf - Zauppenberg |

## Demografia
| Rok  | Liczba mieszk. |
| ---- | -------------- |
| 1970 | 2116           |
| 1987 | 2077           |
| 2000 | 2290           |
| 2006 | 2233           |

## Oświata
(na 1999)

W gminie znajduje się 75 miejsc przedszkolnych oraz szkoła podstawowa (6 nauczycieli, 135 uczniów).